# Tchéquie au Concours Eurovision de la chanson 2019
La Tchéquie est l'un des quarante et un pays participants du Concours Eurovision de la chanson 2019, qui se déroule à Tel-Aviv en Israël. Le pays sera représenté par le groupe Lake Malawi et la chanson Friend of a Friend, sélectionnés via la sélection Eurovision Song CZ. Le pays termine à la 11e place du Concours, y recevant un total de 157 points.

## Sélection
Le diffuseur ČT confirme sa participation le 28 octobre 2018, confirmant également la réutilisation d'une finale nationale, comme en 2018. Fin octobre, le diffuseur annonce avoir reçu plus de 300 chansons pour la sélection, dont une soixantaine provenant d'artistes tchèques. C'est un recul par rapport à l'année précédente, où environ 400 chansons avaient été reçues (mais où seulement 36 provenaient d'artistes tchèques).

### Format
Les candidats sont annoncés le 7 janvier 2019. Le vainqueur de la sélection est désigné par un vote combinant pour moitié celui d'un jury international et pour moitié celui du public tchèque. Le public international pourra également voter, en comptant comme un membre du jury international. Le public pourra voter grâce à une application. La chanson gagnante sera révélée à la fin du mois de janvier 2019.
Le 18 décembre 2018, Mikolas Josef (représentant du pays au concours 2018) annonce lors d'un live Instagram que 8 chansons ont été sélectionnées pour la finale.

### Jury
Le jury de la sélection est constitué de dix anciens participants à l'Eurovision :
- Zibbz (représentants de la Suisse au Concours Eurovision de la chanson 2018) ;
- Cesár Sampson (représentant de l'Autriche au Concours Eurovision de la chanson 2018) ;
- Ari Ólafsson (représentant de l'Islande au Concours Eurovision de la chanson 2018) ;
- JOWST (représentant de la Norvège au Concours Eurovision de la chanson 2017) ;
- Ira Losco (représentante de Malte aux Concours Eurovision de la chanson 2002 et 2016) ;
- AWS (représentants de la Hongrie au Concours Eurovision de la chanson 2018) ;
- Alma (représentante de la France au Concours Eurovision de la chanson 2017) ;
- Elina Nechayeva (représentante de l'Estonie au Concours Eurovision de la chanson 2018 ;
- Rasmussen (représentant du Danemark au Concours Eurovision de la chanson 2018) ;
- Ryan O'Shaughnessy (représentant de l'Irlande  au Concours Eurovision de la chanson 2018).

### Résultats
| Artiste         | Chanson             | Compositeur(s)                                                         | Jury  | Jury   | Televote | Total | Place |
| Artiste         | Chanson             | Compositeur(s)                                                         | Total | Points | Televote | Total | Place |
| --------------- | ------------------- | ---------------------------------------------------------------------- | ----- | ------ | -------- | ----- | ----- |
| Andrea Holá     | Give Me a Hint      | František Valena                                                       | 53    | 8      | 4        | 12    | 5     |
| Barbora Mochowa | True Colors         | Barbora Mochowa, Viliam Béreš, Koos Kamerling                          | 108   | 12     | 6        | 18    | 4     |
| Hana Barbara    | Poslední slova tobě | Hana Schořová, Marcus Tran                                             | 45    | 4      | 1        | 5     | 8     |
| Jakub Ondra     | Space Sushi         | Jakub Ondra, Michael Gubler, Boris Carloff, Viktor Dyk, Alasdair Bouch | 49    | 6      | 12       | 18    | 2     |
| Jara Vymer      | On My Knees         | Jaroslav Vymer, Boris Carloff                                          | 40    | 3      | 2        | 5     | 7     |
| Lake Malawi     | Friend of a Friend  | Jan Steinsdoerfer, Maciej Mikolaj Trybulec, Albert Černý               | 108   | 12     | 10       | 22    | 1     |
| Pam Rabbit      | Easy to Believe     | João Filipe de Carvalho, Pamela Koky                                   | 54    | 10     | 8        | 18    | 3     |
| Tomáš Boček     | Don't Know Why      | Tomáš Boček, Boris Carloff, Alasdair Bouch                             | 49    | 6      | 3        | 9     | 6     |

| Détail des votes des jurys internationaux | Détail des votes des jurys internationaux | Détail des votes des jurys internationaux | Détail des votes des jurys internationaux | Détail des votes des jurys internationaux | Détail des votes des jurys internationaux | Détail des votes des jurys internationaux | Détail des votes des jurys internationaux | Détail des votes des jurys internationaux | Détail des votes des jurys internationaux | Détail des votes des jurys internationaux | Détail des votes des jurys internationaux | Détail des votes des jurys internationaux | Détail des votes des jurys internationaux |
| Artiste                                   | Chanson                                   | AUT                                       | DEN                                       | SUI                                       | MAL                                       | EST                                       | HUN                                       | FRA                                       | ISL                                       | NOR                                       | IRL                                       | INTL                                      | Total                                     |
| ----------------------------------------- | ----------------------------------------- | ----------------------------------------- | ----------------------------------------- | ----------------------------------------- | ----------------------------------------- | ----------------------------------------- | ----------------------------------------- | ----------------------------------------- | ----------------------------------------- | ----------------------------------------- | ----------------------------------------- | ----------------------------------------- | ----------------------------------------- |
| Andrea Holá                               | Give Me a Hint                            | 2                                         | 4                                         | 2                                         | 10                                        | 3                                         | 12                                        | 8                                         | 2                                         | 3                                         | 4                                         | 3                                         | 53                                        |
| Barbora Mochowa                           | True Colors                               | 12                                        | 12                                        | 12                                        | 8                                         | 10                                        | 6                                         | 12                                        | 6                                         | 8                                         | 10                                        | 12                                        | 108                                       |
| Hana Barbara                              | Poslední slova tobě                       | 3                                         | 3                                         | 3                                         | 6                                         | 6                                         | 2                                         | 4                                         | 4                                         | 6                                         | 6                                         | 2                                         | 45                                        |
| Jakub Ondra                               | Space Sushi                               | 10                                        | 1                                         | 1                                         | 4                                         | 4                                         | 3                                         | 10                                        | 3                                         | 2                                         | 3                                         | 8                                         | 49                                        |
| Jara Vymer                                | On My Knees                               | 6                                         | 6                                         | 8                                         | 1                                         | 8                                         | 4                                         | 3                                         | 1                                         | 1                                         | 1                                         | 1                                         | 40                                        |
| Lake Malawi                               | Friend of a Friend                        | 8                                         | 10                                        | 6                                         | 12                                        | 12                                        | 8                                         | 6                                         | 12                                        | 12                                        | 12                                        | 10                                        | 108                                       |
| Pam Rabbit                                | Easy to Believe                           | 1                                         | 2                                         | 10                                        | 3                                         | 1                                         | 10                                        | 1                                         | 8                                         | 10                                        | 2                                         | 6                                         | 54                                        |
| Tomáš Boček                               | Don’t Know Why                            | 4                                         | 8                                         | 4                                         | 2                                         | 2                                         | 1                                         | 2                                         | 10                                        | 4                                         | 8                                         | 4                                         | 49                                        |

## À l'Eurovision
La Tchéquie participe à la première demi-finale. Là, le pays remporte le vote des jurys avec 157 points. Cependant, le télévote ne montre pas le même engouement, ne classant le pays que 6e avec 85 points. Le pays se classe finalement 2e avec 242 points et se qualifie pour la finale. Lors de celle-ci, un schéma similaire a lieu : le pays est apprécié des jurys, qui le classent 8e avec 150 points mais très peu du public qui le classe a une faible 24e place avec seulement 7 points, soit 16 places de différence. Le pays terminera finalement 11e avec 157 points.